# Llum Barrera San Juan
Llum Barrera (Alcúdia, Mallorca, 30 de novembre de 1968) és una actriu i periodista mallorquina.

## Biografia
És llicenciada en Ciències de la Informació (Periodisme) per la UAB (1991) i en Art Dramàtic a l'Institut del Teatre de Barcelona (1994).
Dins de la seva tasca de periodista, ha publicat Chica busca chico. Manual de ligue de una mujer desesperada, de l'editorial La Esfera de los Libros, Col·lecció Sonrisas y Páginas, del que va vendre més de 8.000 exemplars l'any 2003; ha col·laborat al Diario de Mallorca, ABC (redacció de Catalunya), Diari de Barcelona i en Ràdio, a la cadena SER - Ràdio Barcelona a l'equip d'Informatius (1991), i a La Ventana de Verano (2002).
Com a actriu, començà fent obres molts diverses amb companyies catalanes com Els Comediants o Tricicle. Com a membre dels comediants, inauguraria l'Auditori d'Alcúdia el 1999, fent el paper de guia per mostrar als seus conciutadans les instal·lacions del nou Auditorium de la vila. També ha coprotagonitzat la comèdia 5 mujeres.com, El Maletí, entre d'altres, i va arribar a dirigir Històries d'imprevist el 1993.
L'any 1999 marxà a Madrid on trobaria treball a les televisions estatals. A la capital, ha treballat, amb un paper fix, en sèries com Un, dos, tres... ¡A leer esta vez! (2004) a TVE, fent el paper d'haver de resumir el llibre del programa, sense haver-ho llegit. Seguidament, debutà a la sèrie Aquí no hay quien viva (temporades 3a i 4a) fent el paper de núvia del porter Emilio (Fernando Tejero), i també a Zoo de TV3. Ha passat, amb aparicions d'un sol capítol, per les sèries Cuestión de sexo de Cuatro i Hospital Central, Una nueva vida, El Comisario i 7 vidas de Telecinco.
En la seva faceta de presentadora o col·laboradora, a la TV, participà com a comentarista en magazíns com: Channel Nº 4 i Nos pierde la Fama a Cuatro. A Telecinco, fou la copresentadora a Nada Personal (conduït per Núria Roca, ella mateixa i Maribel Casany) i col·laboradora de La corriente alterna. A TVE copresentà el programa 30 veces 31, on es feia un repàs als programes especials de Nit de Cap d'Any de TVE de les últimes tres dècades, així com la gala Andalucía te quiere; col·laborà a La Azotea de Wyoming, participà en el programa d'humor sobre les estadístiques, titulat 9 de cada 10, presentat per Toni Clapés i també presentà, en solitari, la gala dels VII Premis Max de les arts escèniques emesa per La 2. Al canal autonòmic balear, IB3, copresentà les gales d'inauguració de la cadena (2005) així com la que feia referència a la presentació de la programació d'hivern 2006-07 i posteriorment passà a tenir el seu propi magazín anomenat Llum i acció al darrer trimestre de 2006. El 2007 va participar en el penúltim capítol de Planeta Finito a laSexta viatjant a Puerto Rico.
També va copresentar la XII i la XIII Gala d'entrega dels Premis Unió d'Actors, el 2003 i 2004, respectivament. Varen ser retransmeses per Canal +, la primera en diferit, l'endemà, i la segona en directe, però no en obert.
Ha participat en rodatges de pel·lícules, com Princesas en el 2005, Diari d'una nimfòmana en el 2008 i un telefilm per TVE i TV3 anomenat Psiquiatres, psicòlegs i altres malalts.
També ha participat en el curtmetratge Arturo Hijo (1999) de la mà del director basc Ion Arrtxe. Des del 2015 participà en la sèrie «Seis hermanas» de TVE1.
Al 2017 comença a presentar el programa concurs d'IB3 Televisió titulat Agafa'm si pots.
El 2025 fou inclosa a la llista Forbes de les 50 dones més influents de les Balears.

## Obra

### Cinema

#### Llargmetratges
| Personatge       | Títol                                              | Any  | Gènere  | Direcció                |
| ---------------- | -------------------------------------------------- | ---- | ------- | ----------------------- |
|                  | Psiquiatres, psicòlegs i altres malalts (telefilm) | 2008 | Comèdia | Pedro Telechea          |
| Sonia            | Diari d'una nimfòmana                              | 2008 | Drama   | Christian Molina        |
| Gloria           | Princesas                                          | 2005 | Drama   | Fernando León de Aranoa |
| Deseada Martínez | L'enigma Verdaguer                                 | 2019 | biopic  | Lluís Maria Güell       |

#### Curtmetratges
| Títol       | Any  | Direcció   |
| ----------- | ---- | ---------- |
| Arturo Hijo | 1999 | Ion Arrtxe |

### Televisió

#### Presentadora o col·laboradora
| Programa                                        | Canal TV   | Anys                   | Nº Programes | Comentaris                                                                  |
| ----------------------------------------------- | ---------- | ---------------------- | ------------ | --------------------------------------------------------------------------- |
| Agafa'm si pots                                 | IB3        | 2017                   |              | Presentadora                                                                |
| Zapeando                                        | laSexta    | 2015-2017              | ?            | Col·laboradora                                                              |
| 9 de cada 10                                    | La 1       | 2008                   | 4            | Col·laboradora                                                              |
| Planeta Finito                                  | laSexta    | 2007                   | 1            | Penúltim capítol. Viatge a Puerto Rico.                                     |
| Channel nº 4                                    | Cuatro     | 2006-2008              | 8            | Col·laboradora                                                              |
| Llum i acció                                    | IB3        | 2006                   |              | Presentadora. Programa Propi.                                               |
| Gala Presentació Programació IB3 Hivern 2006-07 | IB3        | 20 de setembre de 2006 | 1            | Copresentadora amb Joan Monse                                               |
| Nos pierde la Fama                              | Cuatro     | 2006                   |              | Col·laboradora. Secció Te lo digo como amiga                                |
| Andalucía te quiere (Gala)                      | La Primera | 25 de març de 2006     | 1            | Copresentadora junt amb Bertín Osborne, Mar Saura i Alex O´Doherty          |
| La azotea de Wyoming                            | La Primera | 2005                   | 9            | Col·laboradora                                                              |
| Gala Inauguració IB3                            | IB3        | 4 de setembre de 2005  | 1            | Copresentadora amb Fernando Schwartz, Cati Solivelles i Agustín "El Casta", |
| XIII Edició dels Premis de la Unió d'Actors     | Canal +    | 10 de maig de 2004     | 1            | Copresentadora amb Rosario Pardo i Mariola Fuentes                          |
| VII Premis Max de les arts escèniques           | La 2       | 26 d'abril de 2004     | 1            | Presentadora                                                                |
| 30 veces 31                                     | TVE        | 31 desembre de 2003    | 1            | Copresentadora amb Óscar Martínez i José María Iñigo                        |
| XII Edició dels Premis de la Unió d'Actors      | Canal +    | 10 de març de 2003     | 1            | Copresentadora amb Blanca Portillo                                          |
| La corriente alterna                            | Telecinco  | 2002                   | 9            | Col·laboradora                                                              |
| Nada personal                                   | Telecinco  | estiu de 2001          |              | Copresentadora amb Nuria Roca i Maribel Casany                              |

#### Actriu

##### Papers fixos
| Sèrie                                          | Canal TV   | Anys         | Personatge                 | Capítols |
| ---------------------------------------------- | ---------- | ------------ | -------------------------- | -------- |
| Seis Hermanas                                  | La Primera | 2015-present | Dona de l'Enrique          | 160      |
| Polseres vermelles                             | TV3        | 2011-2014    | Mare del Roc               | 15       |
| Zoo                                            | TV3        | 2008         | Gisela Navarro             | 23       |
| Aquí no hay quien viva                         | Antena 3   | 2004-2006    | Carmen Villanueva          | 31       |
| Un, dos, tres... ¡A leer esta vez!             | La Primera | 2004         | La comentarista no lectora | 12       |
| La Saga de los Clark (Mini-sèrie de Lo + Plus) | Canal +    | 1997         |                            | 55       |
| Crack! (Secció de Lo + Plus)                   | Canal +    | 1996         |                            |          |

##### Papers episòdics
| Sèrie                          | Canal TV   | Data                   | Personatge | Temporada | Capítol | Títol              |
| ------------------------------ | ---------- | ---------------------- | ---------- | --------- | ------- | ------------------ |
| Cuestión de sexo               | Cuatro     | 29 de maig de 2008     | Merche     | 2         | 9       | Solteros           |
| Hospital Central               | Telecinco  | 27 d'abril de 2004     | Almudena   | 7         | 2       | Aires de tormenta  |
| Una nueva vida                 | Telecinco  | 11 de març de 2003     | Gema       | 1         | 2       | Falsas apariencias |
| El comisario                   | Telecinco  | 27 de novembre de 2002 | Rosa       | 5         | 12      | Testigo fantasma   |
| 7 vidas                        | Telecinco  | 28 de novembre de 2001 | Teresa     | 4         | 11      |                    |
| Jacinto Durante, representante | La Primera | 2000                   |            | 1         | 6       | Instinto fatal     |

### Teatre
- El Maletí, Dir. Josep Maria Mestres. Any 2007
- Ángel, Dir.: Jaime Pujol (2005-2007, Producció pròpia)[27]
- 5 Mujeres.com, Dir.: J.M. Contreras i Ana Rivas (2002-04)
- Col·laboració a l'espectacle Entretrès, Dir.: Tricicle (1998)
- Anthología, un paseo por Comediants, Dir.: Joan Font (1996-98)
- Cabaret Voltaire, Dir.: Jesús Arbués (1996)
- Espectacles de carrer i animació amb Comediants (1995-2000)
- Estrelles en un cel de matinada, Dir.: Jaume Melendres (1994-95)
- Històries d'imprevist, textos de D. Parker, Dir.: Llum Barrera (1993)

### Publicitat
- Off a spot Nordic Mist, Dir.: Isabel Coixet (2003)
- Spot Calvé (2002)
- Telepromocions amb PUBLIESPAÑA a Tele5 (2001-2)
- Off a spot AIRTEL, Dir.: Fernando Colomo (1999)

## Premis
- Premi Diario de Mallorca 2005.[28]

## Dades d'interès
- Ha participat com a convidada en concursos televisius com Pasapalabra d'Antena 3, al programa d'humor Por fin has llegado d'El Terrat per TVE al primer episodi,[29] a Mueve tu mente[30] i Palabra por palabra[31] també de TVE; mentre que anà com a entrevistada o convidada a Dos rombos[32] i Jimanji Kanana de la mateixa cadena; El Sexómetro, Gran Slam, Las mañanas de Cuatro i Duelo de chefs a Cuatro; Espejo público d'Antena 3; Los irrepetibles a La Sexta; La noche con Fuentes y Cía de Tele 5; Me lo dices o me lo cuentas a Telemadrid; No em ratllis!, Tvist, Sis a traïció, El Club, Barçòvia de TV3 i TeleMonegal i La Tarda a Barcelona TV.
- Ha estat monologuista a El club de la comedia, a més d'intervenir a Vértigo (La 2), Passi-ho bé i Fent amics (TV3)[33] així com La última noche (Telecinco).
- Ha col·laborat al documental Freedomless de Xoel Pamos, enviant un missatge contra la violència de gènere juntament amb nombroses personalitats del cinema espanyol.[34]
- Va ser l'encarregada de presentar, juntament amb Sergi Mateu i entregar el premi al millor muntatge a Guillermo S. Maldonado, per El Lobo, a la gala dels XIX Premis Goya (2005)[35] així com el premi al Millor Actor als Premis TeatreBCN 2005, juntament amb l'altra mallorquina, Cati Solivellas.[36]
- Va col·laborar a la gala Contigo emesa per TVE, a benefici de la Fundació Intervida, recollint les trucades dels telespectadors interessats a apadrinar un nen, juntament amb altres persones famoses.[37]